# Duální exponent
V matematické analýze se duálním exponentem k číslu p myslí takové q, aby platilo {\displaystyle p\cdot q=p+q}. Duální exponenty se často vyskytují ve speciálních nerovnostech, jako jsou Youngova nerovnost a Hölderova nerovnost.

## Jiný zápis
Vztah {\displaystyle p\cdot q=p+q} se často zapisuje 
{\displaystyle {1 \over p}+{1 \over q}=1},
popřípadě
{\displaystyle q={\frac {p}{p-1}}}.